# Volo LATAM Perú 2213
Il volo LATAM Perú 2213 (LP2213/LPE2213)  è stato un collegamento di linea passeggeri nazionale peruviano da Lima a Juliaca. Il 18 novembre 2022, l'Airbus A320neo operato da LATAM Perú (per conto di LATAM Chile) stava decollando dall'aeroporto Internazionale Jorge Chávez quando si scontrò con un'autopompa che stava attraversando la pista, uccidendo due vigili del fuoco e ferendone un terzo. Tutti i 102 passeggeri e i sei membri dell'equipaggio a bordo riuscirono a mettersi in salvo; 40 degli occupanti a bordo rimasero feriti in modo non grave.
L'aeromobile risultò danneggiato in modo irreparabile e venne demolito a seguito dell'incidente, diventando così la prima perdita di un velivolo della famiglia Airbus A320neo.

## L'aereo
L'aeromobile coinvolto nell'incidente era un Airbus A320neo in servizio da cinque anni con numero di serie 7864, registrato come CC-BHB. Era stato consegnato a LATAM Chile nel novembre 2017. Il velivolo era spinto da due motori Pratt & Whitney PW1127G. L'Airbus rimase danneggiato in modo irreparabile e venne successivamente demolito.

## L'incidente
Il volo LATAM Perú 2213 doveva partire dall'aeroporto Internazionale Jorge Chávez di Lima alle 14:55 PET (19:55 UTC) e arrivare all'aeroporto Internazionale Inca Manco Cápac di Juliaca alle 16:30 PET (21:30 UTC). Il bollettino meteo dell'aeroporto Jorge Chávez riportava un vento proveniente da sud a 10 nodi di intensità (19 km/h), una visibilità di almeno 10 km e uno strato di nubi a 2 100 piedi (640 m).
L'aereo iniziò la corsa al decollo sulla pista 16 alle 15:11. Nello stesso istante, diverse autopompe dell'aeroporto, impegnate in un'esercitazione di emergenza, attraversarono la pista proprio mentre l'aereo si trovava in accelerazione. I piloti abortirono immediatamente il decollo per cercare di evitare l'impatto; uno dei mezzi girò a destra nel tentativo di evitare lo scontro, ma la collisione fu inevitabile. Un video postato sui social media mostrava il momento in cui l'aereo entrò in collisione con uno dei camion; il motore destro dell'aereo cedette e si stacco dal pilone che lo sorreggeva, così come il carrello di atterraggio destro collassò. Un altro video pubblicato sui social media mostrava l'aereo appoggiarsi sul lato destro mentre percorreva la pista in fiamme prima di arrestare la sua corsa. L'aereo si fermò a 2.500 metri di distanza dalla soglia della pista. Diverse foto mostravano un camion dei vigili del fuoco distrutto e l'aereo appoggiato sull'ala destra con danni da incendio alla parte posteriore della fusoliera.

## Conseguenze
A seguito dell'incidente, almeno quattro voli vennero dirottati verso aeroporti vicini. Lima Airport Partners dichiarò che la pista era chiusa, sospendendo quindi tutte le operazioni dell'aeroporto fino alla ripresa delle operazioni avvenuta poi il 20 novembre. I piloti vennero arrestati subito dopo l'incidente e tenuti in custodia fino al giorno successivo, spingendo la Federazione internazionale delle associazioni dei piloti di linea (IFALPA) a criticare il governo peruviano per aver agito in contrasto con le linee guida dell'Organizzazione internazionale dell'aviazione civile, affermando che l'arresto e la detenzione erano "estremamente dannosi per la sicurezza del volo e potevano solo ostacolare le indagini". L'IFALPA affermò che l'arresto avrebbe potuto creare l'impressione pubblica che l'incidente fosse stato causato intenzionalmente dai piloti piuttosto che da "problemi tecnici o da una serie di errori derivanti da molteplici fattori".

## Le indagini
Sull'incidente ha indagato la Commissione d'inchiesta sugli incidenti aerei (CIAA) con l'assistenza del Bureau d'Enquêtes et d'Analyses pour la sécurité de l'aviation civile (BEA) francese. I registratori di volo sono stati inviati in Francia per essere analizzati.
Il 2 ottobre 2023 la CIAA ha pubblicato il rapporto finale, concludendo che l'incidente era stato causato dall'ingresso in pista dei veicoli di emergenza senza autorizzazione. L'esercitazione era stata pianificata male dalla Corporazione peruviana degli aeroporti commerciali e dell'aviazione (CORPAC), e il coordinamento con l'aeroporto riguardo all'esercitazione era stato scarso. I controllori del traffico aereo erano stati informati dell'esercitazione solo circa un'ora prima del suo svolgimento, e quindi avevano avuto informazioni limitate. Inoltre, la comunicazione tra l'ATC e i soccorritori era avvenuta con una terminologia non standard.